# Enispa flavipars
Enispa flavipars là một loài bướm đêm trong họ Noctuidae.